# 蘭達貝格
蘭達貝格（挪威語：Randaberg）是挪威的一個市镇，位於羅加蘭郡，行政中心为蘭達貝格村。市镇面积为25平方公里，人口数量为11,221人（2020年），人口密度为每平方公里465.4人。